# WILD (구하라의 노래)
《WILD》는 2018년 7월 30일 일본에서 발매된 구하라의 디지털 싱글이다.